# Elisabetta Pirozzi

## Elisabetta Pirozzi

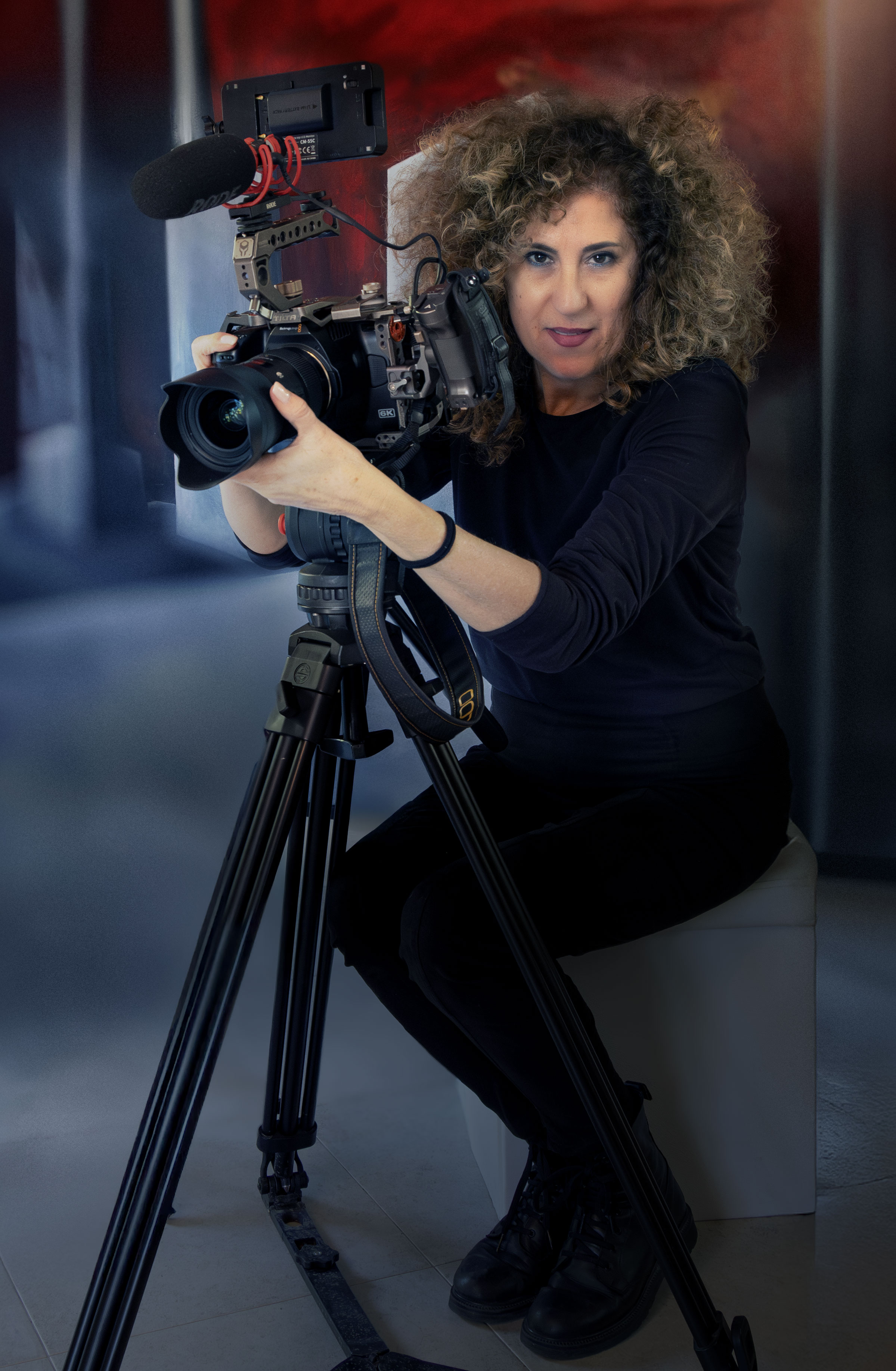
Foto di Elisabetta Pirozzi, regista, documentarista e produttrice italiana, nata a Suzzara il 25 settembre 1968. Utilizzata per la voce Wikipedia relativa alla sua carriera e ai suoi progetti artistici e audiovisivi.

Elisabetta Pirozzi (Suzzara, 25 settembre 1968) è una regista, documentarista e produttrice italiana. Attiva nel settore audiovisivo, ha realizzato docufilm, format televisivi e progetti di comunicazione per aziende e enti pubblici, distinguendosi per il racconto del territorio, dell’arte e della cultura enologica italiana.

## Biografia
Elisabetta Pirozzi nasce a Suzzara il 25 settembre 1968. Dopo il Diploma di Maestro d’Arte, intraprende la carriera di grafico aprendo uno studio di comunicazione insieme ad altri creativi. La sua inclinazione per la tecnologia e la sperimentazione la porta a diventare una delle pioniere del desktop video in Italia, lavorando tra i primi con sistemi Apple e come montatrice AVID.
Dal 1992 al 2000 collabora a diverse produzioni televisive, tra cui Turisti per Caso, condotto da Patrizio Roversi e Syusy Blady, trasmesso su RAI 2 e RAI 3. Nel 1998 realizza diversi format televisivi, vincendo il Primo Premio Miglior Format al festival “Numero Zero Show” di Merano, in onda su RAI 3. Ha inoltre collaborato con il regista Giorgio Diritti e, nel 1999, co-produce il cortometraggio Ciccio Colonna, seguito in tutte le fasi di realizzazione.
Nel corso degli anni ha curato la produzione video per aziende come Nike Italia, Benelli Whot, Calzature In Blu, ESRI, Italia in Miniatura, Acquario di Cattolica, e per enti pubblici quali Regione Lombardia, Regione Emilia Romagna, Comune di Milano.

## Carriera

### Le Parole del Vino
Regista del format documentaristico Le Parole del Vino, composto da 42 cortometraggi emozionali distribuiti su Prime Video. La serie, giunta alla settima stagione, ha una durata di circa 40 minuti ciascuna e racconta storie legate al territorio vitivinicolo italiano. La produzione è a cura di Casata Fortigo Vanci, con riprese presso la Cantina Fiorini a Barchi (Pesaro Urbino).
Il progetto è stato citato dalla stampa nazionale, tra cui l’agenzia ANSA, *Il Resto del Carlino*, *Marche Infinite*.

### Comunicazione e progetti per enti pubblici
Nel 2010 segue la campagna di comunicazione promossa dalla Regione Lombardia e dall’ASL di Mantova per i consultori giovani, con il film-cortometraggio Ti mando un messaggio.  
Nello stesso anno vince il concorso Nuovo logo per la rete URP Mantovana, con un progetto premiato grazie a un’ideazione grafica che esprime l’essenza stessa della rete URP (Ufficio Relazioni con il Pubblico). Il lavoro enfatizza la relazione permanente fra enti del territorio mantovano e propone lo slogan "URP collegàti e informàti", che invita i cittadini a collegarsi al portale web della rete. Tra 52 partecipanti, il progetto di Elisabetta Pirozzi viene selezionato per rappresentare la nuova immagine del servizio.

### La mé strada
Docufilm dedicato all’artista Ornella Fiorini, realizzato in collaborazione con l’Associazione Ambiente e Vita. Proiettato in anteprima a Ostiglia (MN), il film documenta la vita e l’arte dell’artista.  
Il film è stato finalista al Festival Internazionale Nebrodi Cinema DOC e selezionato all’Orange International Film Festival.

### Biennale Light Art di Mantova
Dal 2020, Pirozzi ha realizzato una serie di docufilm dedicati alla Biennale Light Art di Mantova, raccontando le opere e gli artisti coinvolti.

## Premi e riconoscimenti
- 1998: Primo Premio Miglior Format al festival “Numero Zero Show” di Merano.
- 2010: Vincitrice del concorso Nuovo logo per la rete URP Mantovana.
- Selezioni e proiezioni dei docufilm in festival nazionali e internazionali, tra cui Biennale Light Art – Mantova, Festival Internazionale Nebrodi Cinema DOC e Orange International Film Festival.